# Met hart en ziel (album)
Met hart en ziel is het zesde studioalbum van Tröckener Kecks, verschenen op lp in 1990. De plaat werd opgenomen in Studio Zeezicht, Spaarnwoude in 1990. Van de plaat werden vier nummers op single uitgebracht, waarvan Met hart en ziel, zorgde voor de definitieve doorbraak en was tevens de grootste hit van de band.

## Albumhoes en titel
Op de voorkant van de hoes staat een geënsceneerde kleurenfoto van Rotterdamse Elvis-imitator Joop van Brenkelen, gefotografeerd door fotograaf Erwin Olaf. Tegenover het tv-programma Top 2000 à Go-Go vertelde zanger Rick de Leeuw dat Tröckener Kecks het titelnummer pas schreef nadat Olaf de foto voor de band had gemaakt. De Leeuw liet weten mededogen met de oude rockster te hebben, waardoor hij geïnspireerd werd tot het schrijven van het lied. Met hart en ziel is hierdoor een eerbetoon aan (oude) artiesten en Elvis-imitatoren, maar ook aan Elvis Presley zelf door de directe verwijzing naar de zinsnede uit het lied Blue suede shoes: "One for the money, two for the show". Vertaald naar: "Een voor het geld, twee voor de show".

## Nummers
| Nr. | Titel                  | Schrijver(s) | Duur |
| --- | ---------------------- | ------------ | ---- |
| 1.  | Met hart en ziel       |              | 3:46 |
| 2.  | Zestien, toen en nu    |              | 4:44 |
| 3.  | Vergeet mij niet       |              | 4:10 |
| 4.  | Niemand danst alleen   |              | 4:25 |
| 5.  | Danig in de war        |              | 4:40 |
| 6.  | Voor geen geld te koop |              | 3:46 |

| 1.                 | 'n Nieuw begin     |  | 4:16 |
| 2.                 | Meer! Meer! Meer!  |  | 4:37 |
| 3.                 | In tränen          |  | 4:45 |
| 4.                 | Hier komt de nacht |  | 3:48 |
| 5.                 | Redding            |  | 4:05 |
| Totale duur: 47:02 |                    |  |      |

## Muzikanten
Tröckener Kecks:
- Rick de Leeuw - zang
- Rob de Weerd - gitaar
- Theo Vogelaars - bas
- Leo Kenter - drums

Gasten:
- Thé Lau - gitaar
- Otto Cooymans - keyboard
- Pierre van Duijl - accordeon
- John Schuursma - bouzouki

## Trivia
- Hart en ziel is een ander album en lied uit 2008, met een bijna gelijke titel van Danny de Munk.